# Kily González
Cristian Alberto »Killy« González Peret, argentinski nogometaš in trener, * 4. avgust 1974.
Sodeloval je na nogometnemu delu poletnih olimpijskih iger leta 2004.